# Добротиця (Силістринська область)
Добро́тиця (болг. Добротица) — село в Силістринській області Болгарії. Входить до складу общини Ситово.

## Населення
За даними перепису населення 2011 року у селі проживали 382 особи.
Національний склад населення села:
| Національність   | Кількість осіб | Відсоток |
| ---------------- | -------------- | -------- |
| болгари          | 315            | 93,5%    |
| турки            | 16             | 4,7%     |
| цигани           | 0              | 0%       |
| інша             | 6              | 1,8%     |
| не визначились   | 0              | 0%       |
| Всього відповіли | 337            |          |

Розподіл населення за віком у 2011 році:
Динаміка населення: